# Eremias aria
Espèce
Eremias aria est une espèce de sauriens de la famille des Lacertidae.

## Répartition
Cette espèce est endémique de l'Est de l'Afghanistan.

## Publication originale
- Anderson & Leviton, 1967 : A new species of Eremias (Reptilia: Lacertidae) from Afghanistan. Occasional papers of the California Academy of Sciences, n. 64, p. 1-4.